# Vápenný Podol
Vápenný Podol (en allemand : Kalkpodol) est une commune du district de Chrudim, dans la région de Pardubice, en République tchèque. Sa population s'élevait à 330 habitants en 2022.

## Géographie
Vápenný Podol se trouve à 7 km au sud du centre de Heřmanův Městec, à 12 km au sud-ouest de Chrudim, à 19 km au sud-sud-ouest de Pardubice et à 91 km à l'est-sud-est de Prague.
La commune est limitée par Kostelec u Heřmanova Městce et Úherčice au nord, par Morašice à l'est, par Bojanov et Třemošnice au sud, et par Prachovice à l'ouest.

## Histoire
La première mention écrite de la localité date de 1513.

## Administration
La commune se compose de trois sections :
- Cítkov
- Nerozhovice
- Vápenný Podol

## Galerie

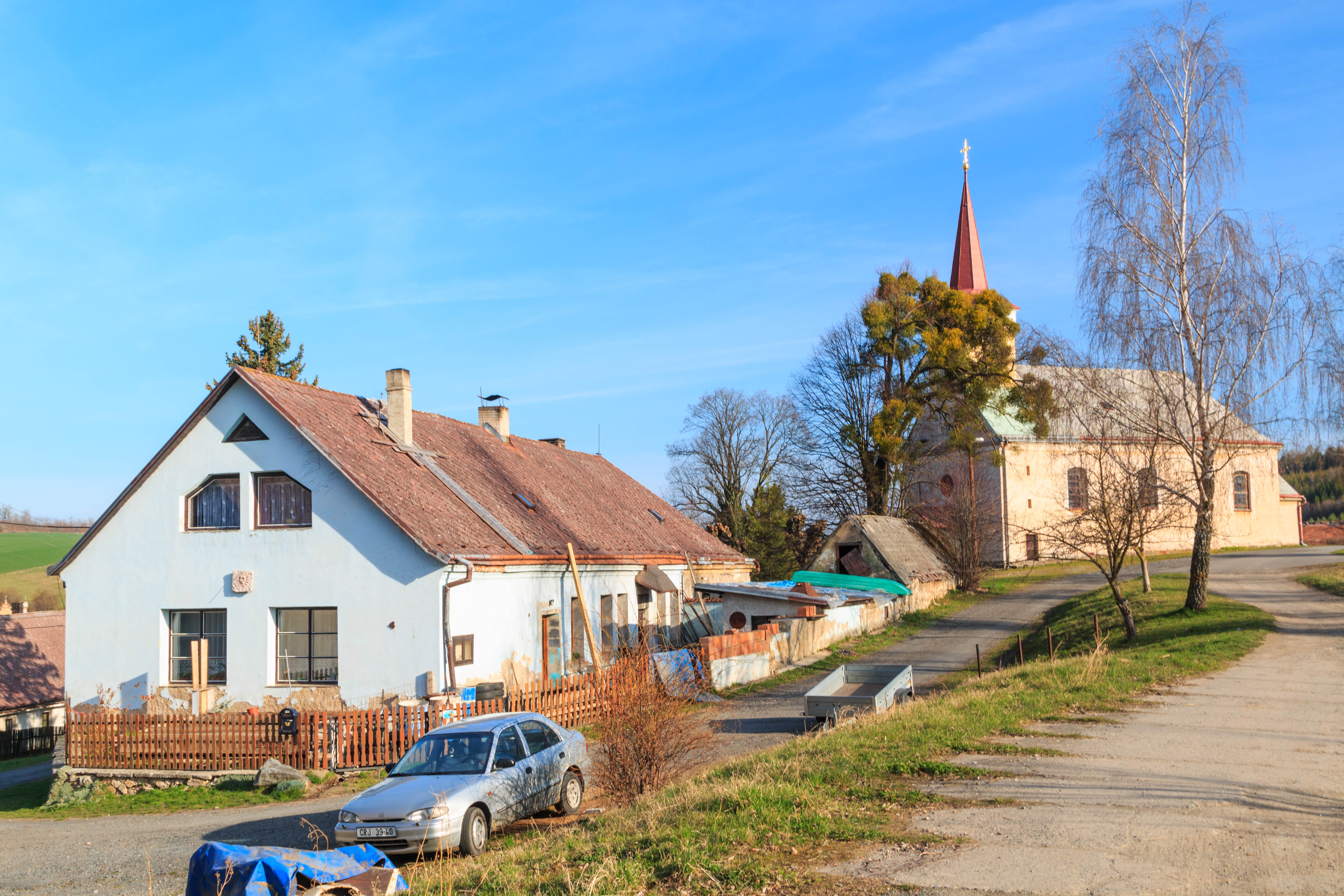
Maisons à Vápenný Podol.
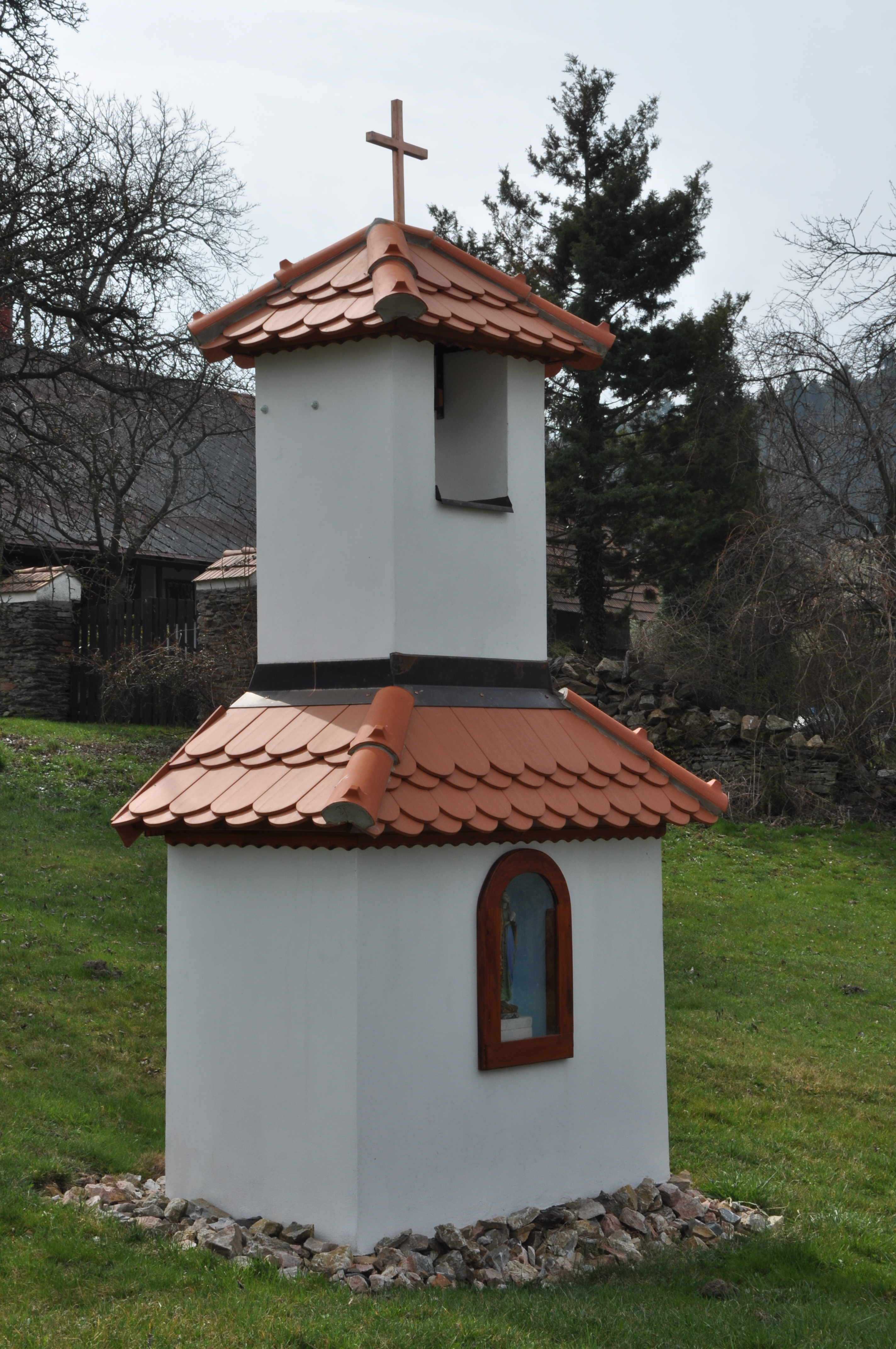
Chapelle à Cítkov.
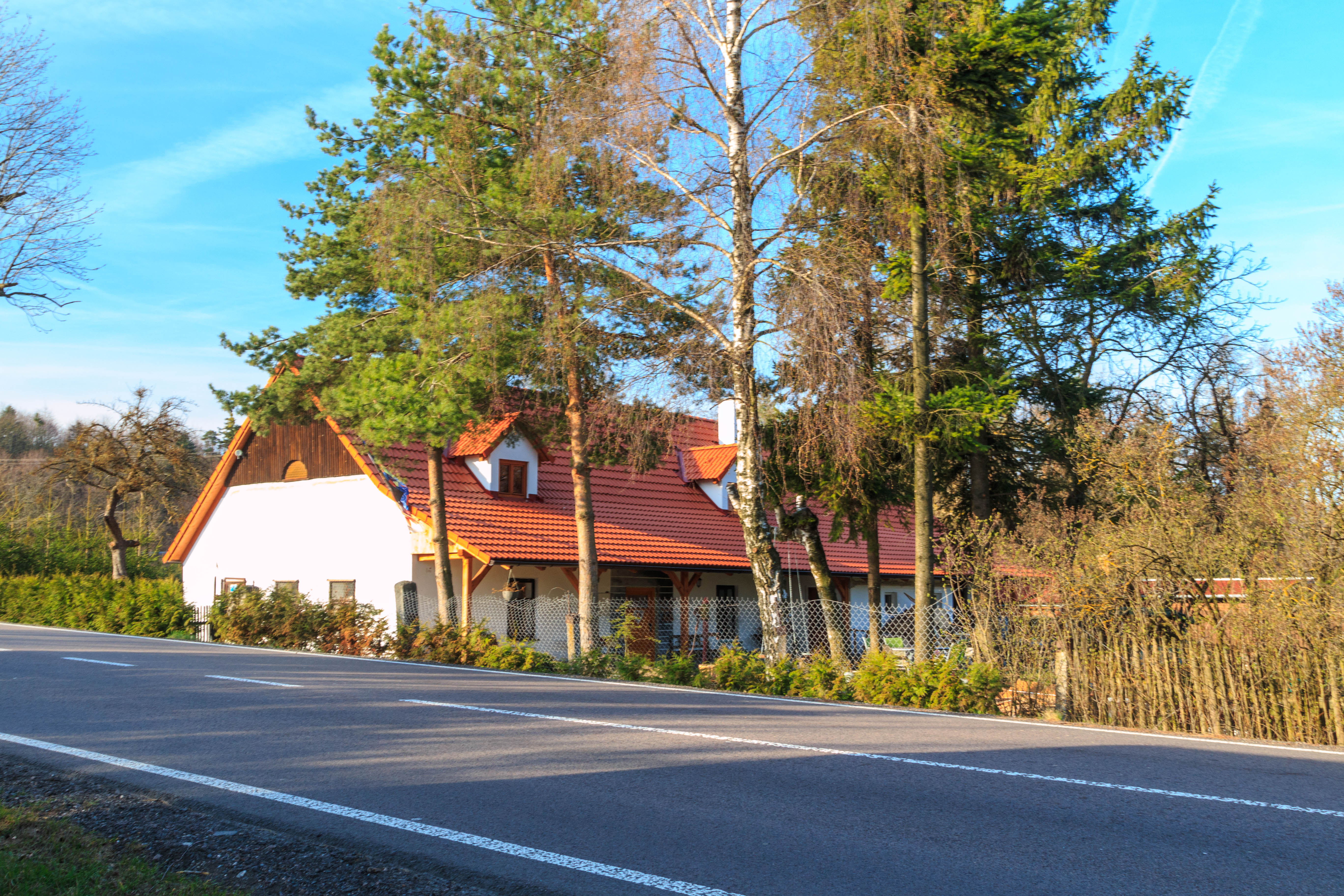
Maisons à Nerozhovice.

## Transports
Par la route, Vápenný Podol se trouve à 9 km de Heřmanův Městec, à 16 km de Chrudim, à 22 km de Pardubice et à 120 km de Prague. 